# Gare de Malton
La gare de Malton est une gare de trains de banlieue à Malton, un quartier dans le nord-est de Mississauga en Ontario. La gare est desservie par des trains de banlieue de la ligne Kitchener, et elle est un arrêt sur demande pour les trains de VIA Rail entre Toronto, London et Sarnia. La gare est située sur Derry Road, juste à l'est d'Airport Road, près de l'Aéroport international Pearson de Toronto.

## Situation ferroviaire
La gare est située à la borne 14,7 milles (23,7 km) de la subdivision Weston de Metrolinx, entre les gares de Bramalea et Etobicoke North.
D'Etobicoke North à la gare de Malton, la ligne suit une ligne droite, encore une fois parallèle à un paysage industriel pendant la majeure partie du trajet. Une exception se produit à l'hippodrome de Woodbine, qui jouxte l'extrémité nord de l'emprise. Le travail majeur ici consiste à placer Carlingview Drive dans un passage souterrain sous les voies. C'est ici que certains ont proposé de construire une gare alternative pour desservir à la fois l'hippodrome de Woodbine et l'aéroport Pearson (via un service de navette). Cependant, après être passé sous l'autoroute 427, les voies du train UP Express se rompent et se dirigent vers le sud sur une ligne secondaire jusqu'à la gare construite au sommet de l'aérogare 1.
Alors que la ligne traverse Derry Road à Malton, le paysage passe à nouveau d'industriel à résidentiel, alors que la ligne traverse la communauté construite dans les années 1940 pour desservir les usines de la région pendant la Seconde Guerre mondiale. Cependant, il ne faut pas longtemps avant que les usines et les entrepôts ne reviennent, car la subdivision Weston rencontre la subdivision York du CN à Bramalea, où un grand stationnement et un terminus d'autobus ont été construits.

## Histoire

### Grand Tronc et Canadien National
En mai 1852, le Grand Tronc a annoncé son intention de construire un chemin de fer de Toronto à travers les villages de Weston et de Georgetown. La ligne ferroviaire a été construite en 1856, s'étendant au-delà de Georgetown en passant par Guelph et Kitchener (alors connu sous le nom de Berlin) avant d'atteindre Stratford et London. La population de toutes ces villes a augmenté de façon spectaculaire grâce aux liaisons ferroviaires pour le fret et les voyageurs entre London et Toronto, bien que la ligne elle-même ait rapidement été éclipsée par d'autres lignes principales entre London et Toronto (via Cambridge et Brantford).
La gare originale s'agissait très probablement de l'un des nombreux modèles de pierre standard utilisés dans le réseau du Grand Tronc au cours de ses premières années d'exploitation. Vers le début du 20e siècle, le Grand Tronc cherchait à améliorer son image publique en remplaçant bon nombre des gares vieillissantes de son réseau. La gare de Malton a été remplacée en 1912 par une structure en brique plus grande en mettant en œuvre les caractéristiques de conception courantes de l'époque.
Comme le Canadien National possédait les voies entre London et Toronto via Brantford et Oakville, la route via Kitchener et Georgetown est devenue connue sous le nom de la ligne principale du nord (North Main Line).
Le service ferroviaire voyageurs était toujours en service sur la ligne principale du nord depuis sa création. Lorsque le Grand Tronc a été fusionnée avec le Canadien National, les trains du CN sillonnaient les voies entre Toronto et London, desservant Guelph, Kitchener et Stratford, ensuite vers Windsor ou Sarnia. Des correspondances étaient également disponibles vers Chicago via Port Huron ou Détroit. La majeure partie du service était basée sur les interurbains, car Kitchener, Stratford et London restaient bien en dehors de la grande région de Toronto à l'époque. Le Canadien National desservirait cette gare jusqu'à son abandon et sa démolition en 1973.

### Début de trains de banlieue

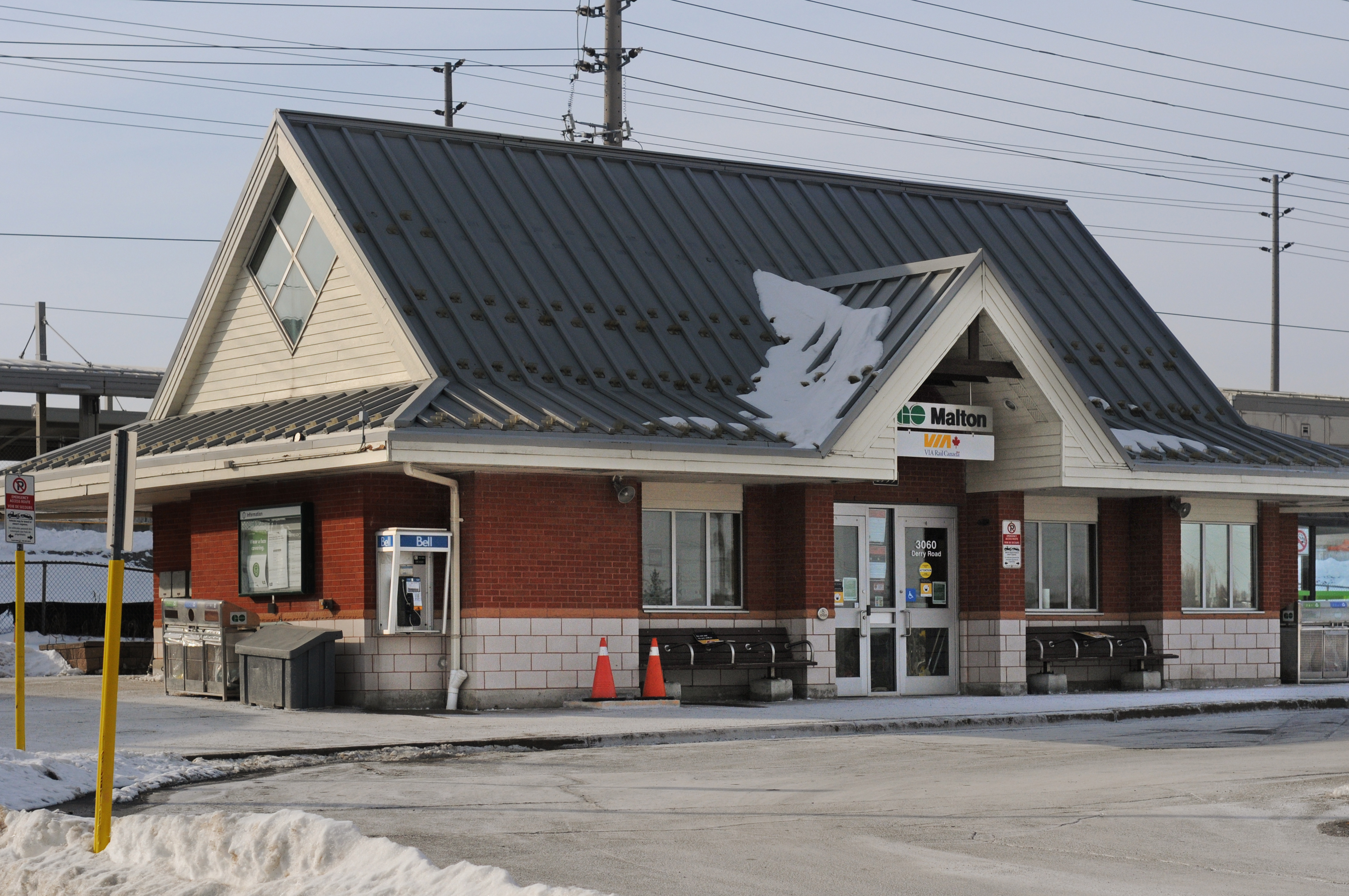
Ancien édicule de GO Transit, construit en 1974

Le 29 avril 1974, GO Transit a lancé un nouveau service entre Toronto et Georgetown, et la gare GO de Malton a ouvert ses portes. La ligne Georgetown était la deuxième ligne de trains de banlieue, lancée près de sept ans après la ligne Lakeshore entre Pickering et Oakville. À l'époque, trois trains quittaient la gare de Georgetown le matin et s'arrêtaient aux gares de Brampton, Bramalea, Malton, Weston et Bloor, avant d'arriver à la gare Union de Toronto, et trois trains sont revenus dans l'après-midi. La ligne n'a pas connu beaucoup de croissance au début de sa course. Un quatrième train a été ajouté à l'horaire entre 1975 et 1978, mais la ligne restait stable jusqu'en 1990.
Du côté de Via Rail, le train International était exploité conjointement par Via Rail et Amtrak entre Chicago et Toronto. Le train, qui avait commencé en 1982, desservait la ligne principale du sud via Oakville et Brantford jusqu'en janvier 1990, lorsque Via Rail a dérouté le trajet via la ligne principale du nord. Le nouvel itinéraire lui a permis de desservir cette gare et Kitchener, mais a ajouté une heure à la durée du trajet. Le service a été abandonné en avril 2004.
Le 29 octobre 1990, dans le cadre d'une série de promesses faites par les libéraux ontariens de David Petersen à la veille de leur défaite, un train par jour a été prolongé vers Guelph, avec un arrêt à Acton. Aucun autobus de correspondance n'a pas été offert de Guelph à Kitchener, qui avait exprimé son intérêt pour l'amélioration du service ferroviaire. Le service étendu s'est effondré, avec seulement 60 passagers pas jour prenant le train en provenance de Guelph. Le prolongement est devenu un candidat évident pour les coupes lorsque le gouvernement néo-démocrate a été contraint de réduire les subventions de GO Transit en 1993. Le dernier train a quitté la gare de Guelph le 2 juillet 1993.
Malgré les coupures des années 1990, GO Transit a persisté à bonifier le service. Un cinquième aller-retour a été ajouté entre Bramalea et Union le 29 janvier 2000, avec des liaisons en bus vers Georgetown. Des trains de midi entre Union et Bramalea ont été ajoutés lors d'une révision majeure des horaires en avril 2002, avec des liaisons en bus vers Brampton et Georgetown. Ainsi, un train de matin en provenance de Georgetown était devenu un train express, et un nouveau train local en provenance de Bralamea a été ajouté afin de desservir les gares entre Bramalea et Union.

### Prolongements et expansion
Les rénovations de la gare en 2008 comprenaient des améliorations telles que de nouvelles passerelles et un tunnel pour l'accès aux piéton aux nouveaux quais qui ont des auvents plutôt que des abris, et l'agrandissement du stationnement incitatif. L'ancien bâtiment de base en brique a également été remplacé par un nouvel édicule qui offre des installations améliorées, notamment l'ajout d'ascenseurs qui rend la gare entièrement accessible.
En 2011, Metrolinx a annoncé que la ligne Georgetown serait prolongée vers Kitchener. Deux trains qui étaient en provenance de Georgetown feraient escale dans une installation d'escale temporaire près des voies ferrées principales de Kitchener.
En octobre 2021, Metrolinx a lancé deux trajets quotidiens en semaine, l'un partant de London tôt le matin, et l'autre depuis Toronto en soirée, ce qui constitue un projet pilote pour desservir les villes du sud-ouest de l'Ontario. Le trajet entre London et Toronto prend environ quatre heures.
Les travaux ont de nouveau commencé en 2022 pour un nouveau mur de soutènement, la mise à niveau de la capacité hydroélectrique, l'installation de panneaux numériques, le remplacement du ponceau, l'élargissement des quais pour accueillir le nouveau tracé de la voie. Les travaux comprennent également des améliorations à la voie de service nord entre les gares d'Etobicoke North et de Bramalea, qui sont nécessaires pour permettre la bonification du service aux trains à double sens toutes les 15 minutes sur la ligne Kitchener. Les travaux sur les voies et à la gare devraient être terminés à la fin d'été 2022.

## Service aux voyageurs

### Accueil
La billetterie de GO Transit est ouverte en semaine de 5h20 à 13h, et fermée en fin de semaine et les jours fériés. Les clients peuvent configurer un type de tarif ou définir un trajet GO par défaut sur leur carte Presto.
Les clients peuvent également acheter un billet papier à un distributeur automatique de billets, charger leur carte Presto sur un distributeur automatique de billets compatible avec Presto, et valider leur tarif avec une carte de crédit sans contact (tarif adulte uniquement) et une carte Presto. Les clients peuvent également acheter un billet électronique avec leur téléphone intelligent. La gare est équipée d'une salle d'attente, des toilettes, de Wi-Fi, d'un débarcadère, d'un téléphone payant, des abris de quai chauffés, et d'un stationnement incitatif. Le stationnement incitatif se dote des places réservées et d'une aire de covoiturage. L'ensemble de la gare est accessible aux fauteuils roulants.
La carte Presto n'est pas acceptée pour le trajet au-delà de la gare de Kitchener. Les passagers qui prennent un train vers Stratford, St-Marys ou London doivent acheter un billet sur le site web de GO Transit, et valider le billet dans leur téléphone cellulaire.
Les passagers de Via Rail peuvent acheter un billet sur le site web, par application mobile ou par téléphone. Étant donné que cette gare est un arrêt sur demande pour le trajet entre Toronto, London et Sarnia, le billet doit être réservé au plus tard 4 heures à l'avance.

### Desserte
Les trains de la ligne Kitchener desservent la gare toutes les heures en semaine, sauf les heures de pointe en sens inverse. Un service de train de fin de semaine est disponible à la gare de Malton à partir du 8 avril 2023, en direction de la gare Union de Toronto ou de la gare de Mount Pleasant à Brampton.
Le train de Via Rail entre Toronto et Sarnia dessert la gare une fois par jour dans chaque direction.

### Intermodalité

#### GO Transit
- 31 Guelph / Toronto (tous les jours)
  - Direction est vers la gare Union de Toronto
  - Direction ouest vers l'Université de Guelph
- 38 Bolton
  - Direction nord vers Bolton (aux heures de pointe de l'après-midi seulement)

#### MiWay
- 30 Rexdale (service du lundi au samedi, arrêt au quai n° 4 à la boucle de bus aux heures de pointe, sur Derry Road à la face de la gare hors pointe)
  - Direction est vers Bergamot Avenue
  - Direction ouest vers Westwood Square
- 42 Derry (tous les jours, arrêt sur Derry Road à la face de la gare)
  - Direction est vers Westwood Square
  - Direction ouest vers Meadowvale Town Centre

La correspondance entre GO Transit et MiWay est gratuite lors d'un paiement par carte Presto, par carte de crédit ou avec une portefeuille électronique.

#### Brampton Transit
- 14 Torbram (tous les jours, arrêt sur Derry Road à Airport Road)
  - Direction nord vers Countryside Drive
  - Direction sud vers Westwood Square
- 115 Pearson Airport Express (tous les jours, arrêt sur Derry Road à Airport Road)
  - Direction nord vers le terminus Bramalea via la gare de Bramalea
  - Direction sud vers l'Aéroport international Pearson de Toronto
- 505 Züm Bovaird (tous les jours, service du soir en semaine seulement, arrêt à la boucle de bus)
  - Direction ouest vers la gare de Mount Pleasant

La correspondance entre GO Transit et Brampton Transit est gratuite lors d'un paiement par carte Presto, par carte de crédit ou avec une portefeuille électronique.